# Taal Aktie Komitee
Il Taal Aktie Komitee (in italiano: Comitato di azione linguistica) noto con il suo acronimo TAK, è un'organizzazione nazionalista fiamminga in Belgio, fondata nel 1972. Essa sostiene di lottare per la "preservazione della natura fiamminga dei villaggi fiamminghi al confine linguistico e nella periferia di Bruxelles". Si oppone, inoltre, all'ulteriore francesizzazione di Bruxelles e della sua periferia e sostiene la divisione del Belgio secondo le linee linguistiche. Come gli altri movimenti fiamminghi di estrema destra, incluso il VMO, il TAK chiede l'amnistia per gli ex collaboratori nazisti.
Il TAK ha preso parte a proteste e conflitti come quelli di Voeren e Sint-Genesius-Rode, e occasionalmente interrompe le riunioni del consiglio comunale nei comuni, ad esempio dove il governo ha violato le leggi sulla lingua.
Fuori dal Belgio, il gruppo ha anche collaborato nel 2002 con la olandese Stichting Taalverdediging, protestando contro la segnaletica monolingua inglese all'aeroporto Schiphol di Amsterdam, e in favore della reintroduzione di segnaletica in lingua olandese all'aeroporto.